# چرخ خیاطی

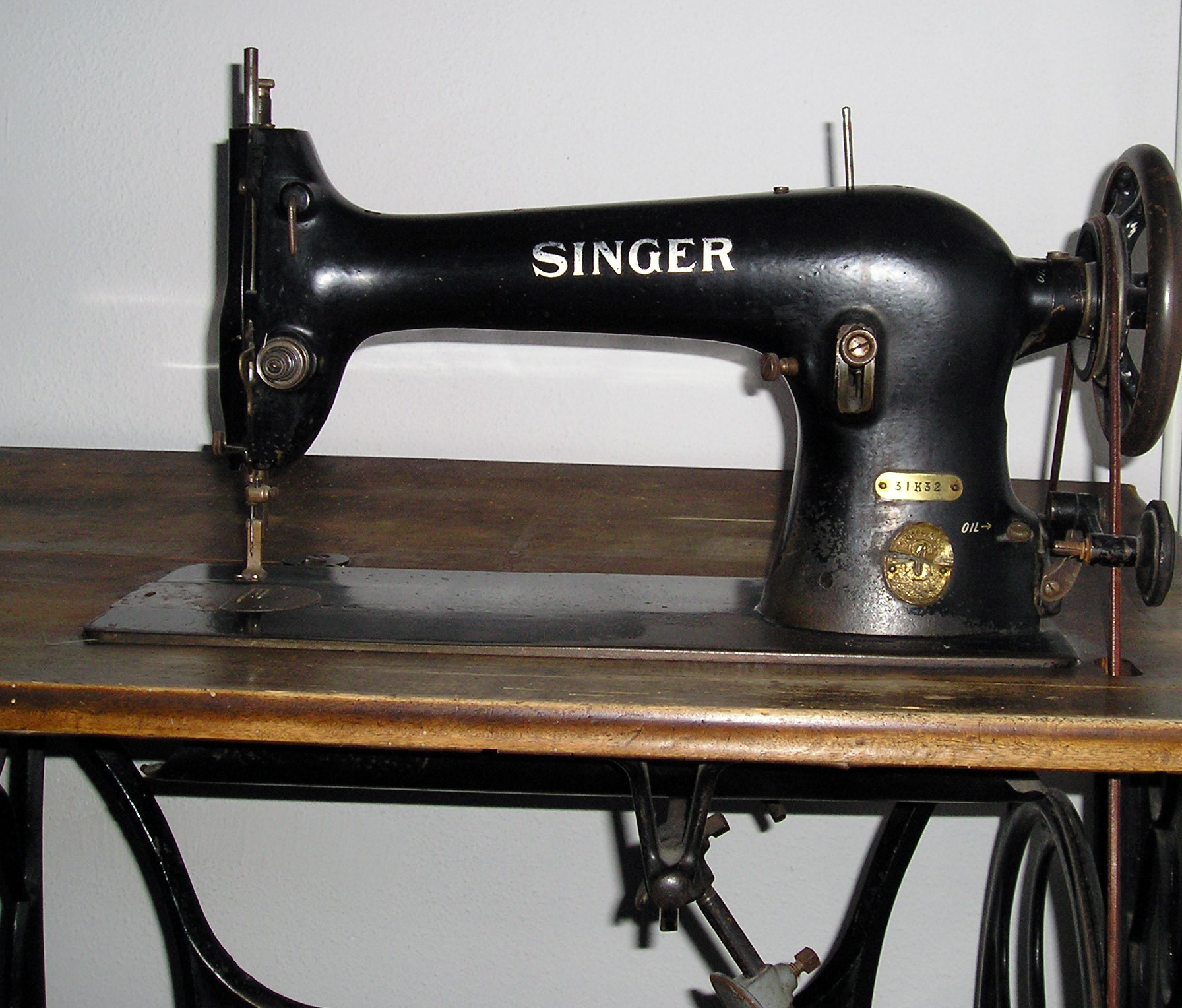
یک چرخ خیاطی قدیمی

چرخ خیاطی یا ماشین خیاطی، در فارسی تاجیکی: ماشین دوزندگی، یک نوع ماشین است که برای دوختن پارچه، چرم و منسوجات به‌کار می‌رود.
چرخ خیاطی در دوره انقلاب صنعتی جهت کم کردن کار دستی و سرعت بخشیدن به امر تولید اختراع شد. با اختراع چرخ خیاطی از حدود سال ۱۸۷۰ تا به امروز، تغییرات بسیار زیادی در صنعت دوخت و تهیه لباس انجام شد.

## تاریخچه
اولین چرخ خیاطی ساخته شخصی به نام تامیس سنت انگلیسی است. وی ماشینی در سال ۱۷۹۰ به ثبت رسانید که کارش بسیار شبیه به دوخت زنجیره‌ای بود. البته هدف از ساخت این ماشین بیشتر دوختن چیزهای چرمی بود. اما هرگز این وسیله مورد استفاده قرار نگرفت و مخترع این اثر از اختراع خود سودی نبرد. تا اینکه در سال ۱۸۳۰ یک خیاط فرانسوی فقیر که بارتلمی تیمونیه نام داشت موفق شد با ذوق و ابتکار خلاقانه خود چرخ خیاطی را بسازد که بسیار شبیه چرخهای خیاطی امروزی بود. بعدها این وسیله در فرانسه مورد استقبال مردم قرار گرفت ولی گروهی از کارگران که وجود این اختراع را باعث کسادی کار خود می‌دیدند شبانه به کارگاه بارتلمی حمله کرده و همه چرخهای خیاطی او را نابود کردند و بارتلمی از غصه و فقر جان خود را از دست داد. همزمان با این اتفاق مرد دیگری در نیویورک بنام والتر هانت چرخ خیاطی دیگری را ساخت. این چرخ دارای سوزنی بود که همانند سوزنهای امروزی چرخ خیاطی سوراخی کوچک در نوک خود داشت. کار این سوزن، زدن کوکهای رُز بود؛ یعنی با نخ حلقه‌ای میان پارچه می‌زد و سپس حلقه دیگری آمده در حلقه اول مانند زنجیر قفل می‌شد. با همه اینها هنت هرگز موفق نشد که این اختراع خود را به ثبت برساند. تا روزگاری که افتخار ثبت نخستین چرخ خیاطی نصیب الیاس هاو که یک کارآفرین اهل ایالات متحده آمریکا بود، شد. همچنین آیزک سینگر نیز یک چرخ خیاطی را در کشور آمریکا به ثبت رسانید. در قرن نوزدهم حدود ۴۶ هزار حق اختراع مختلف مرتبط با چرخ خیاطی به ثبت رسید.
آنگاه دعوای مفصلی بین سینگر و الیاس هاو بر سر این موضوع که حق تقدم با چه کسی است درگرفت. سرانجام هاو توانست در این نزاع پیروز از میدان بیرون رفته و از هر چرخ خیاطی که به بازار می‌آمد حق امتیاز به سود خود دریافت نماید.

سازوکار چرخ خیاطی

## انواع چرخ خیاطی
چرخ خیاطی در انواع مختلف وجود دارد. در دسته‌بندی کلی بر مبنای کاربرد، چرخ خیاطی را می‌توان به دو دسته چرخ خیاطی خانگی و چرخ خیاطی صنعتی طبقه‌بندی کرد.

### چرخ خیاطی صنعتی
یکی از انواع چرخ خیاطی است که برای انجام دوخت صنعتی مورد استفاده قرار می‌گیرد. این چرخ خیاطی معمولاً تنها برای یک کار تخصص یافته‌است و با استفاده از آن می‌توان یک نوع دوخت را انجام داد. چرخ خیاطی صنعتی خود در انواع مختلف نظیر چرخ خیاطی سردوز، چرخ خیاطی راسته دوز، چرخ خیاطی میان دوز، چرخ خیاطی سرکیسه دوز و غیره وجود دارد. چرخ خیاطی صنعتی در ابعاد بزرگ و وزن نسبتاً بالا تولید می‌شوند از این رو می‌توان از این دستگاه برای حجم دوخت بالا استفاده کرد.

### چرخ خیاطی خانگی
از نظر اندازه و وزن معمولاً نسبت به چرخ خیاطی صنعتی کوچکتر است و قیمت آن نیز کمتر می‌باشد. این نمونه چرخ خیاطی را برای دوخت‌های خانگی استفاده می‌نمایند. چرخ خیاطی خانگی معمولاً قادر به انجام دوخت‌های متنوع است. برای انجام دوخت‌های متنوع با استفاده از این نوع چرخ خیاطی، سوزن آن را تغییر می‌دهند. برخی از انواع چرخ خیاطی نیز وجود دارند که دارای قابلیت گلدوزی نیز می‌باشند.

## انواع دوخت در چرخ خیاطی خانگی و صنعتی
چرخ‌های خیاطی خانگی چند نوع دوخت دارند که حرفه ای ترشان به ۲۰ تا ۱۰۰ نوع دوخت مجهز هستند. اما چرخ‌های صنعتی فقط یک نوع دوخت دارد و معمولاً مخصوص یک کار خاص از دوخت و دوز هستند.

### کیفیت دوخت
کیفیت دوخت در چرخ‌های خانگی به خوبی چرخ‌های صنعتی نیست و نسبت به پارچه و همچنین نخ مورد استفاده فرق می‌کند.
اما کیفیت دوخت در چرخ‌های صنعتی عالی است.

### سرعت دوخت
بیشتر چرخ‌های خانگی آنقدر سرعت دارند که کار خیاط را راه اندازد و او را عذاب ندهد. اما باید گفت که سرعت این چرخ‌ها به اندازه چرخ‌های صنعتی نیست. اما چرخ‌های صنعتی به دلیل سرعت بالایی که دارند مناسب حجم بالای سفارش‌ها لباس هستند.

### حجم کار
موتور چرخ‌های خانگی کوچک است و کمتر از ۵ ساعت در روز می‌توان با آنها کار کرد در غیر اینصورت به سرعت داغ می‌کنند و به مرور زمان فرسوده می‌شوند
اما با چرخ صنعتی می‌توان در حجم بسیار بالایی تولید لباس داشت و بیشتر از ۵ ساعت به‌طور مستمر کار کرد.

## اجزای چرخ خیاطی
چرخ خیاطی از اجزای زیر تشکیل شده‌است.
ماسوره: قرقره کوچکی است که در بخش زیرین چرخ خیاطی قرار دارد.
ماکو: وسیله‌ای در ماشین بافندگی است که ماسوره بر روی آن قرار می‌گیرد؛ میله‌ای در چرخ خیاطی که قرقره بر روی آن قرار می‌گیرد.
پدال: در بیشتر چرخ خیاطی‌ها جهت چرخاندن چرخ خیاطی به کمک نیروی برقی که به دینام وارد می‌شود چرخ را به حرکت در میاورد.